# Monorail (Avonturenpark Hellendoorn)
Monorail is een rondrit in het Nederlandse attractiepark Avonturenpark Hellendoorn.

## Geschiedenis
De monorail werd geopend in 1977 en werd gebouwd door Mack Rides en was een van de eerste grotere attracties van het park. De monorail is een 500 meter lang gesloten circuit en het enige station bevindt zich in het Entreegebied van het park. De monorailtreintjes zijn 3 wagons lang waar 2 personen per wagon plaats kunnen nemen. De baan biedt een capaciteit voor 1200 bezoekers per uur.
De trein gaat boven het publiek langs en leidt je onder andere langs de 3 Geheime Torens, Balagos - Flying Flame en Wild Waterval.
Afbeeldingen
 · Lijst van attracties